# Всі вчора
«Всі вчора» або «Всі минулі дні: унікальний та спекулятивний погляд на динозаврів та інших доісторичних тварин» (All Yesterdays: Unique and Speculative Views of Dinosaurs and Other Prehistoric Animals) — арткнига 2012 року з палеохудожніми реконструкціями динозаврів та інших викопних тварин Джона Конвея, К. М. Косемена та Деррена Нейша. Основний посил книги полягав у тому, що більшість реконструкцій викопного життя надмірно консервативні, застарілі та не відображають різноманітності, яку можна бачити у сучасних тваринах. Цей акцент передається через дослідження нових поглядів на динозаврів та споріднених тварин, незвичних та навіть чудернацьких для глядачів, але цілком у рамках поведінки, анатомії та будови м'яких тканин, які можна побачити у сучасних живих істот.

## Зміст
У книзі спершу йдеться про історію змін у сприйнятті динозаврів, відображених у творах мистецтва. Вона починається з млявих і повільних динозаврів у роботах Чарльза Р. Найта, а потім переходить до аналізу реконструкцій після ренесансу динозаврів. Книга підкреслює, що ці реконструкції не беруть до уваги часто чудернацькі покривні тканини сучасних тварин, і що динозаврів слід зображати як справжніх тварин, а не «загорнутих у термозбіжну плівку» чудовиськ зі старчачими з під шкіри кістками.
Решта книги складається з малюнків із супровідними пояснювальними текстами. Кожне зображення висвітлює гіпотетичну адаптацію, яку могла мати вимерла тварина, наприклад, плезіозавр, що маскується на морському дні як килимова акула, або якусь природню поведінку, яку рідко зображають у динозаврів, наприклад, як тиранозавр спить. Тексти описують адаптації або звички та науково обґрунтовують їх. Деякі малюнки навмисно створені, щоб зруйнувати палеохудожні кліше, наприклад, тенонтозавр, що йде сам по собі, без хижого дейноніха в полі зору (тенонтозавр майже виключно зображується у палеоарті як здобич дейноніха).
Другий і останній великий розділ книги називається «Всі сьогодні» та зображує тварин сучасності так, ніби позаземні палеонтологи з майбутнього реконструюють їх за скам'янілими скелетами. Деякі з них дещо впізнавані, наприклад стерв'ятник з крилами, як у птерозавра, інші — зовсім невпізнавані, наприклад носоріг, реконструйований без носового рогу і з вітрилом замість горба. На прикладі того, як можна помилково тлумачити вимерлих тварин, якщо вони відомі лише за рештками скелетів, «Всі вчора» показує, що наші власні уявлення про вимерлих тварин, ймовірно, так само помилкові.

## Відгуки
Після своєї публікації книга «Всі минулі дні» мала значний вплив на сучасну культуру палеомистецтва. Книга та пов'язані з нею концепції іноді згадувалися в публікаціях, що висвітлюють природу, історію та «найкращі практики» палеомистецтва, зокрема в контексті підкреслення необхідності того, щоб сучасні зображення динозаврів відповідали тому, як виглядають і поводяться живі тварини. Цей «постмодерний» підхід до палеоарту вважається основоположним у сучасній культурі виявлення та підриву зловживань мемами та застарілими тропами палеоарту, і може влучно відображати «сучасний настрій палеохудожників більше, ніж будь-який інший проєкт».
«All Yesterdays» отримала здебільшого дуже захоплені відгуки від палеонтологів. Книга сприймається як запровадження або популяризація нової «третьої хвилі» розвитку палеомистецтва після класичного періоду Найта, Цаллінгера, Буріана, інших, та більш сучасних робіт Беккера, Пола, Гендерсона та інших, які їй передували. Наприклад, Джон Гатчінсон з Королівського ветеринарного коледжу писав: «Це книга для мислячої людини… для роздумів, щоб кинути виклик своїм упередженням, а не для того, щоб мати яскраву книжку на журнальному столику. Це не цукерка для очей — це радше в'ялене м'ясо для мозку». Майк Тейлор писав: «„Всі минулі дні“ — це не тільки найкрасивіша, але й найважливіша книга з палеомистецтва за останні чотири десятиліття». У статті для The Guardian палеонтолог Девід Хоун зазначає, що «…ключовим є той факт, що [ілюстрації „Всі вчора“] багато в чому не більш екстремальні або малоймовірні, ніж те, що ми бачимо в живих видах птахів, ссавців і рептилій, і не менш правдоподібні, ніж багато більш „традиційних“ уявлень про динозаврів».

## Сиквел 2013 року
У 2013 році вийшло «краудсорсингове» продовження «All Your Yesterdays» («Всі ваші вчора»), також зосереджене на спекулятивних аспектах палеомистецтва, із «фан-роботами» у стилі «All Yesterdays» від різних запрошених художників від аматорів до професіоналів, включно з відомими палеохудожниками.
Істота, на ім'я «Бородатий Цетикаріс», вигадана художником Джоном Мешаросом як аномалокарид-фільтратор, була опублікована в «All Your Yesterdays» як спекулятивна мистецька концепція. У 2014 році під час таксономічного дослідження було виявлено справжнього кембрійського аномалокарида Tamisiocaris, який дійсно був фільтратором. На честь цього передбачення Мешароса, Tamisiocaris був включений до нової клади, під назвою Cetiocaridae, цетіокариди. Хоча пізніше, у 2019 році, Cetiocaridae були перейменовані на Tamisiocarididae.